# Patty Pravo (1976)
Patty Pravo è il 12º album in studio dell'omonima cantante italiana, pubblicato dall'etichetta discografica Dischi Ricordi nel 1976. Successivamente fu soprannominato Biafra Record:

## Descrizione
Biafra Record è un disco difficile, soprattutto per le sonorità all'avanguardia e i testi elaborati. Musicalmente avanti rispetto alla produzione standard del momento (per quel che riguarda l'Italia). Si presenta sperimentale ed etnico, perché spazia fra rock (La mela in tasca), funky (appunto Il dottor Funky) e new wave, e vede l'utilizzo di strumenti musicali quasi "sconosciuti", quali moog e sintetizzatori.
La gestazione fu difficile e faticosa, e la stessa Pravo ricorda:
Fu ristampato due volte in formato cd e una volta in formato Lp: 
- La prima (del 1980) per la linea Orizzonte (etichetta Ricordi/Orizzonte ORL 8271), per la cui grafica è stata utilizzata la foto del mini poster inserita nell'originario supporto in vinile;[5]
- la seconda (del 1990) per la linea Orizzonte (etichetta Ricordi/Orizzonte CDOR 9274), la cui immagine di copertina utilizzata è quella della prima edizione con l'aggiunta dei titoli in ordine sparso;[6]
- la terza (del 1998) pubblicata dalla casa discografica RCA (etichetta CDF 01057), all'interno del cofanetto Patty Pravo, la cui immagine di copertina è uguale a quella utilizzata per la prima emissione dell'album, in formato Lp, del 1976.[7]

Nelle stampe in formato cd è stata invertita, in scaletta, la posizione dei brani Dirin din din e Piramidi di vetro, e sono stati inseriti altri due brani (Tutto il mondo è casa mia e Da soli noi), non presenti nella prima emissione dell'album e all'epoca pubblicati solo su 45 giri (Tutto il mondo è casa mia/Da soli noi) nell'anno 1977.
I due brani sarebbero dovuti servire come sigle per uno special televisivo condotto da Patty Pravo nel 1976, mai andato in onda.

## Tracce
Lato A
1. La mela in tasca - 3:00 (Spathas - Tourkogiorgis - Luigi Albertelli)
2. Innamorata io - 2:02 (A. Contarino - Giacobone - Luigi Albertelli)
3. Jmanja - 4:02 (Spathas - Tourkogiorgis - Luigi Albertelli)
4. Sconosciuti cieli - 4:26 (Vangelis - Jon Anderson - Luigi Albertelli)
5. Piramidi di vetro - 2:51 (Spathas - Tourkogiorgis - Traudalides - Luigi Albertelli)
6. Stella cadente - 4:05 (Harry Chapin - Luigi Albertelli)

Lato B
1. Il dottor Funky - 4:06 (G. Balducci - M. Balducci - A. Salerno - Luigi Albertelli)
2. Aeroplano - 3:46 (C. Riccardi - A. Contarino - Luigi Albertelli)
3. Grand hotel - 4:10 (Franca Evangelisti - Maurizio Piccoli - Renato Zero - Piero Pintucci)
4. Facciatosta - 4:20 (Enrico Riccardi - Luigi Albertelli)
5. Dirin din din - 1:43 (Genova & Steffan - Luigi Albertelli)

## Formazione
- Patty Pravo – voce, tastiera, organo Hammond, percussioni, sintetizzatore, celeste
- Paolo Donnarumma – basso
- Gianni Dall'Aglio – batteria, percussioni, campana
- Billy Zanelli – basso
- Gianfranco Pinto – sintetizzatore, eminent, celeste, pianoforte
- Paul Jeffery – sintetizzatore, chitarra a 12 corde, percussioni, eminent, tabla
- Luciano Ciccaglioni – chitarra acustica, slide guitar, mandolino
- Roberto Puleo – chitarra acustica, chitarra a 12 corde, chitarra elettrica, chitarra ritmica, eminent
- Alberto Radius – chitarra sintetica, clavicembalo
- Franco Del Rovescio – ARP, eminent
- Mark Harris – pianoforte, organo Hammond, Fender Rhodes, basso
- Alan Lucas – eminent
- Alberto Mompellio – pianoforte, eminent
- Maurizio Preti – percussioni
- Giorgio Pentzikis – pianoforte, sintetizzatore
- Mimi Gates – viola, cori
- Kamran Khacheh – clarinetto, celestino

## Accoglienza
L'album, a suo tempo, non fu accolto molto bene e rappresentò il primo vero e proprio fallimento della cantante. I fan rimasero delusi, perché si distaccava da tutto ciò che era stato pubblicato e rappresentava qualcosa di diverso da quel che era solito ascoltare. I riferimenti alla Pravo dei dischi precedenti, infatti, sono pochi: l'unico brano che può avvicinarvisi è Innamorata io (retro del 45 giri Grand hotel/Innamorata io).
In seguito il disco fu rivalutato, quando si comprese che aveva portato in Italia generi sconosciuti quali il funk e la new wave, e adesso è considerato forse il migliore lavoro discografico della Pravo.
La copertina fece scandalo, in quanto mostra un'immagine della cantante, in bianco e nero, coperta soltanto da una "bambola" di pezza.